# Министерство здравоохранения Азербайджана
Министерство Здравоохранения Азербайджанской Республики (азерб. Azərbaycan Respublikasının Səhiyyə Nazirliyi) - государственный орган, ответственный за регулирование системы здравоохранения в Азербайджанской Республике.

## История
Министерство здравоохранения было создано 17 июня 1918 года распоряжением Совета Министров АДР во главе с Фатали Ханом Хойским. Первым министром был назначен Худадат Рафибеков, который окончил Харьковский университет в 1903 году и был самым опытным хирургом в стране на тот момент.
Министерство состояло из пяти отделов, в том числе городского отдела здравоохранения, отдела статистики по здравоохранению, отдела терапии, отдела сельского здравоохранения и ветеринарных офисов. Медицинская помощь оказывалась населению бесплатно. Министерством были построены новые больницы, лаборатории, медицинские склады и приобретено медицинское оборудование.
На протяжении 23-месячного существования Азербайджанской Демократической Республики, существовало 33 больницы, находящиеся в азербайджанских провинциях, каждая из которых имела 1 доктора, 2 фельдшеров, 1 гинеколога и одну медсестру, проводящую вакцинацию. Согласно статистике, был всего один врач на каждые 75 тысяч граждан. Из-за нехватки парламент Азербайджана включил строительство 35 новых больниц и 56 медицинских офисов в государственный бюджет 1920 года.
При Советской власти в Азербайджане были построены новые больницы и аптеки. В 1960-70-х годах 20-го века медицинский сектор был расширен и новые услуги скорой помощи были открыты для населения Азербайджана.

## Функции Министерства
Основными функциями Министерства являются
- организация и регулирование системы здравоохранения в стране с тем, чтобы обеспечить достаточную медицинскую помощь населению
- подготовка и реализация государственных программ здравоохранения
- проведение мероприятий по улучшению услуг медицинскими учреждениями государственного и частного сектора
- регулирование деятельности санитарно-эпидемиологических станций
- подготовка программ по родам и планированию семьи
- поставка медицинских препаратов, бактериологических и антивирусных препаратов в больницы
- управление аптечными сетями
- исследования и разработки медицинского оборудования
- профилактика опасных заболеваний в стране

## Структура министерства
В структуру Министерства входит аппарат Министерства, Главное Управление Здравоохранения города Баку, Главное Управление Здравоохранения города Гянджа, Главное Управление Здравоохранения города Сумгаит.
В подчинении Министерства находятся нижеследующие учреждения:
Медицинские учебные заведения
- Азербайджанский Государственный Медицинский Университет
- Азербайджанский Государственный Институт Усовершенствования Врачей
- Медицинская Школа Повышения Квалификации и Усовершенствования Средних Медицинских Работников
- Бакинская Медицинская Школа № 1
- Бакинская Базовая Медицинская Школа № 2
- Медицинская Школа Сумгаита
- Медицинская Школа Гянджи
- Медицинская Школа Мингячевира
- Медицинская Школа Шеки
- Медицинская Школа Лянкарана
- Медицинская Школа Нахчывана
- Методический Кабинет по Среднему Медицинскому Образованию

Научно-исследовательские институты и центры
- Научно-исследовательский институт Медицинской Профилактики
- Научно-исследовательский институт Глазных Болезней
- Научно-исследовательский институт Гематологии и Трансфизиологии
- Научно-исследовательский институт Легочных Заболеваний
- Научно-исследовательский институт Акушерства и Гинекологии
- Научно-исследовательский институт Педиатрии
- Научно-исследовательский институт Кардиологии
- Научно-исследовательский институт Медицинской Реабилитации
- Научно-исследовательский институт Травматологии и Ортопедии
- Научно-исследовательский институт Клинической Медицины
- Национальный Онкологический Центр
- Научный Артрологический Центр

Медицинские центры
- Республиканский Диагностический Центр
- Объединение судебно-медицинской экспертизы и патологической анатомии
- Республиканский Центр здоровья семьи
- Республиканский стоматологический центр
- Детский Республиканский стоматологический центр
- Республиканский Центр борьбы со СПИДОМ
- Республиканский Центр народной медицины
- Центр контроля за особо опасными инфекциями
- Центральная контрольная лаборатория
- Центр судебно-психиатрической экспертизы
- Управление статистики и информатики
- Координационный центр по донорству органов и трансплантации

Стационарные заведения
- Республиканская клиническая больница
- Республиканская детская больница
- Республиканская больница ветеранов войны и труда
- Республиканская клиническая урологическая больница
- Республиканский родильный дом
- Центральная клиническая больница
- Центральные районные (городские) больницы
- Больница «Азерсутикинти»
- Клиническая больница травматологии и ортопедии
- Психиатрическая больница
- Клинический медицинский центр
- Клинические больницы
- Детские клинические больницы
- Клинические психиатрические больницы
- Детские инфекционные клинические больницы
- Районные больницы (городские)
- Сельские участковые больницы
- Объединенные городские больницы
- Объединенные городские детские больницы
- Городские (районные) офтальмологические больницы
- Детские Неврологические больницы
- Больницы скорой медицинской помощи
- Больницы медицинской реабилитации
- Реабилитационная больница
- Физиотерапевтическая больница Нахчыванской АР
- Больница Лепры
- Городские (районные) родильные дома
- Детская туберкулезная больница
- Венерическая больница
- Нейрохирургическая больница

Диспансеры
- Кожно-Венерологический республиканский диспансер
- Кожно-венерологические диспансеры
- Детский кожно-венерологический диспансер
- Противотуберкулезные диспансеры
- Онкологические диспансеры
- Республиканский наркологический диспансер
- Наркологические диспансеры
- Республиканский Эндокринологический Центр
- Эндокринологические диспансеры
- Психоневрологические диспансеры
- Детские психоневрологические диспансеры
- Кардиологические диспансеры

Амбулаторно-поликлинические учреждения
- Поликлиники
- Детские поликлиники
- Стоматологические поликлиники
- Детские стоматологические поликлиники
- Женские консультации
- Медицинско-санитарные части
- Амбулатории
- Фельдшерско-акушерские пункты
- Оздоровительные центры
- Поликлиника писателей
- Поликлиника Планирования семьи
- Хозрасчетная республиканская поликлиника
- Косметологическая лечебница
- Поликлиника «Зона здоровья»
- Студенческие поликлиники
- Центры репродуктивного здоровья
- Центральные районные (городские) поликлиники

Санитарно-эпидемиологические учреждения
- Республиканский центр гигиены и эпидемиологии
- Городские (районные), а также водно-транспортные центры гигиены и эпидемиологии
- Республиканская противочумная станция
- Межрайонные противочумные отделения
- Республиканская санитарно-карантинная инспекция
- Отделения профилактической дезинфекции
- Дезинфекционные станции

Учреждения скорой помощи
- Станции скорой и неотложной медицинской помощи
- Городские (районные) станции скорой и неотложной медицинской помощи
- Автобаза Бакинской Городской станции скорой и неотложной медицинской помощи
- Станции скорой и неотложной помощи

Фармацевтические учреждения и организации
- Центр инноваций и снабжения
- Управление Аптек города Баку
- Аптечный склад Управления аптек города Баку
- Сумгаитская центральная аптечная база
- Межрайонные аптечные склады
- Базовый завод ремонта и монтажа медицинского оборудования
- Аптеки
- Объединение фармакологии и медицинской промышленности
- База специального медицинского снабжения

Санатории
- Противотуберкулезные санатории
- Детские туберкулезные санатории
- Республиканский Детский Костно-туберкулезный санаторий
- Детский санаторий гастроэнтерологии
- Кардиоревматологические детские санатории
- Детские психоневрологические санатории
- Детский кардиологический санаторий
- Детский урологический санаторий
- Республиканский детский санаторий
- Санаторий «Мардакян»
- Санаторий «Загульба»
- Санаторий «Галаалты»
- Детский санаторий «Шуша»
- Детские дома
- Банки крови
- Научно-медицинская библиотека
- Музей азербайджанской медицины
- «Азербайджанский Медицинский Журнал»
- Газета «Шафгат»

## Деятельность
27 декабря 2023 года Министерством запущен интернет-портал, а также мобильное приложение «Sağlam uşaq».
Также в 2023 году внедрена информационная система «Электронный эпикриз», включающая единый реестр выписок из историй болезни граждан.
С ноября 2023 года Министерством начато внедрение системы «Электронный рецепт», посредством которой врачи выписывают рецепты в электронном виде. Рецепты выписываются в электронном виде государственными и частными медицинскими организациями. Выписанные электронные рецепты регистрируются. Доступна история выписанных рецептов в отношении каждого пациента. С 1 мая 2024 года платформа «Электронный рецепт» введена в действие.
Внедряется электронная система мониторинга и слежения за движением лекарственных препаратов.
Осуществляется сотрудничество с ЮНИСЕФ. ЮНИСЕФ действует в Азербайджане с 1993 года. Действует представительство Детского фонда ЮНИСЕФ в Азербайджане. Осуществляется взаимодействие по вопросам иммунизации детей, завозятся вакцинные препараты.
Министерство сотрудничает с Программой развития ООН по вопросу обеспечения всеобщего охвата услугами здравоохранения в Азербайджане и повышения устойчивости системы здравоохранения к пандемиям и острым респираторным заболеваниям.
Министерство в различных городах и населённых пунктах проводит комплексное обследование населения для выявления различных заболеваний. Проводятся просветительские акции и презентации на темы здорового образа жизни. В том числе проводятся медицинские обследования жителей, возвратившихся на освобождённые территории.

## Азербайджанский медицинский музей
Специальным указом от 2 июля 1984 года при министерстве здравоохранения Азербайджанской Республики был создан Азербайджанский медицинский музей. Церемония открытия состоялась в январе 986 года. Музей располагает более 8000 экспонатами среди которых 16 — скульптуры. Экспозиция музея состоит из различных документов, фотографий, книг, медицинских инструментов, аптечных приборов связанных с историей медицины в Азербайджане. Здание музея было построено в 1889 году для Черногородской лечебницы, где в свое время работал Нариман Нариманов, в честь которого сегодня стоит мемориальный барельеф у входа музея. Музей состоит из 9 комнат, каждая из которых показывает различные периоды медицинской истории.